# Томан Брајовић
Томан Брајовић (Јеленак, 16. август 1911. – Београд, 1982.) био је српски самоуки сликар.

## Биографија
Томан Брајовић је завршио је учитељску школу. Био је новинар Гласа у Београду; уредник Сељачке борбе; уредник едиције НОБ у делима ликовних уметника Југославије (1958); главни и одговорни уредник Листе неважећих; уметнички директор „Ловћен филма“.
Самостално је излагао у Новом Саду (1960). Бавио се ликовном критиком.

## Аутор књига
- Црна Гора у дјелима умјетника других крајева и народа 19. и почетка 20. вијека, Цетиње, 1967;
- Сутјеска у делима ликовних уметника Југославије, Цетиње, 1969.